# Елисеев, Александр Григорьевич
Александр Григорьевич Елисеев (1839 — 10 (23) августа 1918, Петроград) — внук родоначальника династии — Петра Елисеевича Елисеева, тайный советник, совладелец семейного товарищества, член и председатель правлений Санкт-Петербургского частного коммерческого и Санкт-Петербургского учётного и ссудного банков.

## Биография
Получил образование в Петришуле. По окончании курса обучения начал работать с отцом. В 1883 году вышел из состава владельцев Торговый дом «Братья Елисеевы». Поолучив свою часть семейного капитала объявил капитал от себя купцом по 1-й гильдии и до 1917 года состоял в этом звании. В 1906 году Александр Григорьевич отошёл от фамильных дел, полностью посвятив себя биржевому и банковскому делу. Пользовался несомненным авторитетом в
купеческом сословии, занимал руководящие и выборные посты, вел активную благотворительную деятельность.
Состоял на службе и по Ведомству учреждений императрицы Марии. Состоял членом совета по учебным делам при Министерстве финансов. В 1896 году посчитал нужным, будучи на таком посту, полностью выйти из семейного торгового дела. В том же году получил чин действительного статского советника. Входил в совет Коммерческого училища (1887—1913). В мае 1896 года был утверждён на посту председателя Петровского общества распространения коммерческого образования.
Среди опекаемых им учебных заведений был Дом призрения и образования бедных детей в Петербурге. Сюда входили Ремесленное училище для мальчиков и женская рукодельная школа. Дому призрения Елисеев сделал первое пожертвование ещё в 1883 году, тогда же была учреждена стипендия его имени в Ремесленном училище. В 1889 году пожертвовал капитал для учреждения ещё одной стипендии. В январе 1893 года пожертвовал 25 тыс. рублей для учреждения четырёх стипендий имени своего отца. В 1903 году добавил к имевшемуся капиталу 12 тыс. рублей. Ежегодный доход от процентов с капитала составлял 600 рублей, распределяемый между стипендиатами.
С 1879 года Елисеев избирается почетным членом Покровской общины сестёр милосердия. С 1891 года Александр Григорьевич стал, кроме того, товарищем попечителя Биржевой барачной больницы в память Александра II, в которой главным врачом работал его будущий зять, супруг его дочери Елизаветы — Иван Яковлевич Фомин.
В 1886 году за заслуги перед городом был высочайше утвержден в звании почетного гражданина города Ораниенбаума.
В 1895 году Елисеев на свои средства открыл на Васильевском острове бесплатную рукодельную школу, получившую впоследствии его имя. В 1908 году получил чин тайного советника «за неслужебные отличия» — за труды по созданию школы.
Чины и награды, полученные Елисеевым за успехи по службе и за внеслужебные отличия, давали ему право на получение потомственного дворянства. Однако, по принципиальным соображениям, он как старший в роду купцов Елисеевых, оставался до самой смерти в купеческом сословии.
Жил в собственном доме на Французской набережной. Владел домом на Кирочной улице и двумя домами на 4-й Линии Васильевского острова.
Женился дважды. Первая жена — Прасковья Сергеевна из купеческого рода Смуровых. Прасковья умерла 3 октября 1871 года, вскоре после рождения дочери Елизаветы. В 1874 году женился на Елене Ивановне Авериной. Трое их детей, к великому горю родителей, умерли в младенчестве.
Жена Александра Григорьевича Елена Ивановна скончалась 6 марта 1917 года и погребена в семейной усыпальнице в Казанской церкви. Он сам скончался в 1918 году, погребен 13 (26) августа на Большеохтинском кладбище.